# Grugeage
Le grugeage est une opération de découpage basée sur le même principe que le poinçonnage et appliqué pour créer des entailles de formes diverses sur des profilés.
Les entailles sont créées avec des outils de formes ce qui amène à avoir un outil spécifique pour chaque cas, ce qui conduit parfois à préférer la technique du cisaillage ou du grignotage (usinage)
Dans le cas de production importante et répétitive, certaines machines comportent des postes multiples couplés au grugeoir mécanique.

## Principe
Une lame mobile présentant un angle d’attaque de 5 degrés coulisse entre 3 lames fixes sur lesquelles repose la pièce à usiner. Le mouvement de « guillotine » découpe la pièce selon la forme des 4 lames du grugeoir.

## Domaines
Employé dans le domaine de la ferronnerie, de la serrurerie pour la construction métallique (charpente, shed (architecture), etc) pour la découpe de tôle, cornières et profilés de tous types (HEA, IPN). Les coupes sont assez limitées sur leur longueur.

## Sources et références
- Cours de technologie générale des mécaniciens, classe de 1re, lycée technique.
- Machine de grugeage tube ATTP